# Sovjet-Unie op de Olympische Spelen
Sovjet-Unie was een van de landen die deelnam aan de Olympische Spelen. Sovjet-Unie debuteerde op de Zomerspelen van 1952. Vier jaar later, in 1956, kwam het voor het eerst uit op de Winterspelen.
Sovjet-Unie deed in de periode 1952 tot en met 1988 9 keer mee aan de Zomerspelen en 9 keer aan de Winterspelen. Het is een van de 44 landen die zowel op de Zomer- als de Winterspelen een medaille haalde. Het was dermate succesvol dat bij elke Spelen altijd de eerste of tweede plaats in het medailleklassement werd gewonnen. Een uitzondering hierop waren de Olympische Zomerspelen 1984, die door de Sovjet-Unie en haar satellieten werden geboycot als represaille voor de eerdere boycot van een aantal westerse landen van de editie van 1980 in Moskou.

## Organisatie
De Sovjet-Unie organiseerde eenmaal de Olympische Zomerspelen in 1980. Deze Spelen werden echter door 65 landen geboycot wegens de invasie in Afghanistan. Als represaille boycotte de Sovjet-Unie op zijn beurt de Spelen in Los Angeles 4 jaar later.

## Medailles en deelnames
De tabel geeft een overzicht van de jaren waarin werd deelgenomen, het aantal gewonnen medailles en de eventuele plaats in het medailleklassement.
| Zomerspelen | Zomerspelen | Zomerspelen | Zomerspelen | Zomerspelen | Zomerspelen |        | Winterspelen | Winterspelen | Winterspelen | Winterspelen | Winterspelen | Winterspelen |
| Jaar        | Goud        | Zilver      | Brons       | Totaal      | Rang        | Jaar   | Goud         | Zilver       | Brons        | Totaal       | Rang         |              |
| 1952        | 22          | 30          | 19          | 71          | 2           | 1952   | -            | -            | -            | -            | -            |              |
| 1956        | 37          | 29          | 32          | 98          | 1           | 1956   | 7            | 3            | 6            | 16           | 1            |              |
| 1960        | 43          | 29          | 31          | 103         | 1           | 1960   | 7            | 5            | 9            | 21           | 1            |              |
| 1964        | 30          | 31          | 35          | 96          | 2           | 1964   | 11           | 8            | 6            | 25           | 1            |              |
| 1968        | 29          | 32          | 30          | 91          | 2           | 1968   | 5            | 5            | 3            | 13           | 2            |              |
| 1972        | 50          | 27          | 22          | 99          | 1           | 1972   | 8            | 5            | 3            | 16           | 1            |              |
| 1976        | 49          | 41          | 35          | 125         | 1           | 1976   | 13           | 6            | 8            | 27           | 1            |              |
| 1980        | 80          | 69          | 46          | 195         | 1           | 1980   | 10           | 6            | 6            | 22           | 1            |              |
| 1984        | -           | -           | -           | -           | -           | 1984   | 6            | 10           | 9            | 25           | 2            |              |
| 1988        | 55          | 31          | 46          | 132         | 1           | 1988   | 11           | 9            | 9            | 29           | 1            |              |
| Totaal      | 395         | 319         | 296         | 1010        |             | Totaal | 78           | 57           | 59           | 194          |              |              |
| Tot. Z+W    | 473         | 376         | 355         | 1204        |             |        |              |              |              |              |              |              |

Afghanistan · Albanië · Algerije · Amerikaans-Samoa · Amerikaanse Maagdeneilanden · Andorra · Angola · Antigua en Barbuda · Argentinië · Armenië · Aruba · Australië · Azerbeidzjan · Bahama's · Bahrein · Bangladesh · Barbados · België · Belize · Benin · Bermuda · Bhutan · Bolivia · Bosnië en Herzegovina · Botswana · Brazilië · Britse Maagdeneilanden · Brunei · Bulgarije · Burkina Faso · Burundi · Cambodja · Canada · Centraal-Afrikaanse Republiek · Chili · China · Chinees Taipei · Colombia · Comoren · Congo-Brazzaville · Congo-Kinshasa · Cookeilanden · Costa Rica · Cuba · Cyprus · Denemarken · Djibouti · Dominica · Dominicaanse Republiek · Duitsland · Ecuador · Egypte · El Salvador · Equatoriaal-Guinea · Eritrea · Estland · Ethiopië · Fiji · Filipijnen · Finland · Frankrijk · Gabon · Gambia · Georgië · Ghana · Grenada · Griekenland · Groot-Brittannië · Guam · Guatemala · Guinee · Guinee-Bissau · Guyana · Haïti · Honduras · Hongarije · Hongkong · Ierland · IJsland · India · Indonesië · Irak · Iran · Israël · Italië · Ivoorkust · Jamaica · Japan · Jemen · Jordanië · Kaaimaneilanden · Kaapverdië · Kameroen · Kazachstan · Kenia · Kirgizië · Kiribati · Koeweit · Kosovo · Kroatië · Laos · Lesotho · Letland · Libanon · Liberia · Libië · Liechtenstein · Litouwen · Luxemburg · Madagaskar · Malawi · Malediven · Maleisië · Mali · Malta · Marokko · Marshalleilanden · Mauritanië · Mauritius · Mexico · Micronesië · Moldavië · Monaco · Mongolië · Montenegro · Mozambique · Myanmar · Namibië · Nauru · Nederland · Nepal · Nicaragua · Nieuw-Zeeland · Niger · Nigeria · Noord-Korea · Noord-Macedonië · Noorwegen · Oeganda · Oekraïne · Oezbekistan · Oman · Oost-Timor · Oostenrijk · Pakistan · Palau · Palestina · Panama · Papoea-Nieuw-Guinea · Paraguay · Peru · Polen · Portugal · Puerto Rico · Qatar · Roemenië · Rusland · Rwanda · Saint Kitts en Nevis · Saint Lucia · Saint Vincent en de Grenadines · Salomonseilanden · Samoa · San Marino · Saoedi-Arabië · Sao Tomé en Principe · Senegal · Servië · Seychellen · Sierra Leone · Singapore · Slovenië · Slowakije · Somalië · Spanje · Sri Lanka · Soedan · Suriname · Swaziland · Syrië · Tadzjikistan · Tanzania · Thailand · Togo · Tonga · Trinidad en Tobago · Tsjaad · Tsjechië · Tunesië · Turkije · Turkmenistan · Tuvalu · Uruguay · Vanuatu · Venezuela · Verenigde Arabische Emiraten · Verenigde Staten · Vietnam · Wit-Rusland · Zambia · Zimbabwe · Zuid-Afrika · Zuid-Korea · Zuid-Soedan · Zweden · Zwitserland
Historische landen: Bohemen · Bondsrepubliek Duitsland · Brits-Indië · Duitse Democratische Republiek · Joegoslavië · Malaya · Nederlandse Antillen · Noord-Borneo · Noord-Jemen · Saarland · Servië en Montenegro · Sovjet-Unie · Tsjecho-Slowakije · West-Indische Federatie · Zuid-Jemen
Bijzondere deelnames: Onafhankelijke olympische atleten · Vluchtelingenteam 
 Australazië · Duits Eenheidsteam · Gemengd team · Gezamenlijk Team